# Манази, Маттиас
Маттиас Манаси (нем. Matthias Manasi; 26 декабря 1969 года, Берлин) — немецкий дирижёр и пианист, с 2017 по 2021 год был музыкальным руководителем и главным дирижером Nickel City Opera в Буффало, (Нью-Йорк / США).

## Биография
Родился в семье музыкантов и профессоров университета. Маттиас Манаси начал учиться играть на  фортепиано в 3 года, а на скрипке — в 8 лет. С 10 лет он начал регулярно концертировать как пианист, и в 11 лет решил стать дирижёром. 
В 14 лет он учился игре на фортепиано у Вольфганга Блозера, а в 16 лет — у Этты Танай в Штутгарте. Манаси обучался дирижированию оркестром у Томаса Унгара и игре на фортепиано у Анджея Ратушинского в Штутгартском университете музыки и театра и у Кармен Пьяццини в Высшей школе музыки Карлсруэ — Университете музыки.
Манаси принимал участие в мастер-классах Сильвена Камбрелинга,  Гельмута Риллинга, Джанлуиджи Гельметти, Йормы Панулы и  Курта Мазура. Среди его наставников были Карл Эстеррайхер и Фердинанд Лейтнер. Манаси также ассистировал Манфреду Хонеку, Хайнцу Холлигеру и  Мигелю Гомесу Мартинесу. Манаси начал свою музыкальную карьеру в 19 лет в качестве репетитора и ассистента дирижёра в Штутгартской государственной опере. В 19 лет он дирижировал оперой «История солдата» Стравинского в театре Wilhelma в Штутгарте.
 Свою карьеру оперного дирижёра он начал с оперы Верди «Бал-маскарад» в Силезской опере (Slezske divadlo Opava). Затем последовали постановки «Богемы» Пуччини, «Дон Жуана» и «Волшебная флейта» Моцарта.
После окончания учебы Манаси работал дирижёром (капельмейстером) в Оперном театре Киля и Ольденбургском государственном театре. С 2000 по 2013 год Манаси был главным дирижёром (с 2010 года также художественным руководителем) Orchestra Camerata Italiana. С этим оркестром он дирижировал мировой премьерой оратории Козимо Миникоцци «La passione di Padre Pio da Pietrelcina» («Страсти падре Пио да Пьетрельчина») в 2012 году. С 2010 по 2013 год Манаси являлся музыкальным директором международного фестиваля International PuntaClassic Festival с Филармоническим оркестром Монтевидео в Монтевидео. С 2013 по 2016 год Манаси был Первым дирижёром Вроцлавской оперы. В сезоне 2016/17 он дирижировал в Познаньской опере В 2017 году Манаси стал музыкальным руководителем и главным дирижёром оперы Nickel City Opera «(Никель сити опера)» в Буффало, Нью-Йорк (США), и покинул этот пост в 2021 году. С 2020 по 2024 год Манаси являлся главным дирижёром оркестра "I Solisti di Milano".
Маттиас Манаси дирижировал также в театре Бремена, Государственном театре Брауншвейга, Государственном театре Касселя, Немецкой опере Берлина, Лейпцигской опере, Опере Галле, Опере Астаны, Варшавском национальном оперный театре (Teatr Wielki), Государственном театре Клагенфурта, Опере Констанцы, Познаньской опере, Опере Марселя, на Фестивале Россини в Бад-Вильдбаде, Опере Констанцы, на Оперном фестивале в Рейнсбергском дворце и на Фестивале в Ойтине.
В качестве приглашенного дирижёра Манаси дирижировал Симфоническим оркестром Мюнхенского радио,, Симфоническим оркестром SWR, Гамбургским симфоническим оркестром, государственным оркестром Нижней Саксонии в Ганновере, Государственным оркестром Брауншвейга, Мекленбургской государственной капеллой в Шверине, Нюрнбергским симфоническим оркестром, Бах-коллегией Штутгарта (Bach-Collegium Stuttgart), Юго-Западным немецким камерным оркестром Пфорцхайма, Berliner Camerata, Филармоническим оркестром Хельсинки, Симфоническим оркестром Рима, Симфоническим оркестром Бари (Orchestra Sinfonica della Città Metropolitana di Bari), Чешской филармонией, Моравским симфоническим оркестром, Slovak Sinfonietta, Казахским государственным симфоническим оркестром, Симфоническим оркестром Южной Аризоны, Симфоническим оркестром Врацы, Симфоническим оркестром Национального театра им. Клаудио Санторо, Филармоническим оркестром Бейрас, Португалия (Orquestra Filarmonia das Beiras), Филармоническим оркестром им. Дьёра, Филармоническим оркестром Плоешти, Государственным симфоническим оркестром Чукурова (Çukurova Devlet Senfoni Orkestrası), Венским Моцарт-оркестром.
Одним из основных акцентов симфонического репертуара Маттиаса Манаси являются симфоний Бетховена,Брукнера, Мендельсона, Малера, Стравинского, Сибелиуса, Эльгара, Прокофьева, Шостаковича, Шумана а также Реквием Форе.
8 декабря 2017 года он дирижировал концертом памяти короля Румынии Михая I с оркестром Румынского национального радио и хором Академического радио в зале Sala Radio Румынской радиовещательной компании в Бухаресте.
Манаси-дирижёр серий концертов «Музыка из фильмов о Гарри Поттере», Композитор Джон Вильямс, которые выпускают CineConcerts в содружестве с Warner Bros..
Помимо дирижерской деятельности, Манаси также концертирует как пианист, сотрудничая с такими коллективами, как Филармонический оркестр Киля. 5 марта 2016 года Манаси открыл 24-й Лиепайский международный фестиваль звезд как пианист и дирижер «Концерта для фортепиано с оркестром № 0» Бетховена вместе с Лиепайским симфоническим оркестром. В ноябре 2009 года Манаси аккомпанировал меццо-сопрано Лауре Бриоли на рояле фирмы Steinway, который принадлежал композитору Рихарду Вагнеру, на концерте на вилле Ванфрид (Wahnfried) в Байройте.
В апреле 2022 года Манаси провел мастер-класс по дирижированию в концертном зале 
Казахской национальной консерватории в Алматы.
В 2023 году лейбл Hänssler Classic выпустил диск с симфониями № 34–36 Вольфганга Амадея Моцарта в исполнении оркестра Slowakische Sinfonietta под управлением Манаси.
В январе 2024 года Манаси дирижировал Малазийским новогодним концертом с Селангорским симфоническим оркестром в Куала-Лумпуре.

## Дискография
В 2023 году лейбл Hänssler Classic выпустил диск с симфониями № 34–36 Вольфганга Амадея Моцарта в исполнении оркестра Slowakische Sinfonietta под управлением Манаси.
В 2005 году он был солистом на клавесине в записи «L'occasione fa il ladro» Россини с Вюртембергским филармоническим оркестром Ройтлингена для лейбла Naxos.

## Личная жизнь
Маттиас Манаси живёт в Берлине.

## Карьера
- C 1990 по 2010 дирижёрская деятельность Маттиаса Манаси охватывала ряд ведущих театров Германии и Австрии, включая оперный театр Киля, Государственный театр Штутгарта, Эдуард- фон- Винтерштейн театр, Ольденбургский Государственный театр, Кассельский государственный театр, Государственный театр Клагенфурта, театр Бремена, Государственный театр Брауншвейга.
- С 2000 по 2013 год он был главным дирижером Orchestra Camerata Italiana (с 2010 года также художественным руководителем).
- C 2010 по 2013 год он был музыкальным руководителем Международного фестиваля Punta Classic в Монтевидео, (Уругвай).
- C 2013 по 2016 год он работал дирижером Оперы Бреслау.
- B 2016–2017 год он дирижировал в Лейпцигской опере и Познаньской опере в Познани.
- C 2017 по 2021 год он был на посту музыкального руководителя и главного дирижера Nickel City Opera в Буффало, (Нью-Йорк / США).
- С 2020 по 2024 год он был главным дирижером оркестра "I Solisti di Milano" в Милане.